# Koray Candemir
Koray Candemir (Istanbul, 7 agosto 1975) è un musicista, cantautore, chitarrista ed ex attore turco.
Dal 1993 al 2008 è stato il cantante nella band rock Kargo.
Nel 2008, lui e un altro componente del Kargo, Serkan Celikoz formano una nuova band, MaSKott.
Accanto all'attività di musicista e cantautore, dal 2001 al 2004 ha lavorato come attore.

## Filmografia
- Le fate ignoranti (2001)
- Yabanci Damat (2004)

## Discografia

### Con Kargo

#### Album
- Sil Baştan (1993)
- Yarına Ne Kaldı (1996)
- Sevmek Zor (1997)
- Yalnızlık Mevsimi (1998)
- Sen Bir Meleksin (2000)
- Herkesin Geçtiği Yoldan Geçme (2000)
- Best of Kargo (2001)
- Ateş ve Su (2004)
- Yıldızların Altında (2005)

#### Singoli
- Sade (2001)